# Мале Жаблє
Мале Жаблє (словен. Male Žablje) — поселення на правому березі річки Віпава в общині Айдовщина. Висота над рівнем моря: 109,7 метрів.